# 国道67号 (韩国)
国道67号，又称漆谷－军威线，是大韩民国的一条南北向国家级公路。路线南起庆尚北道漆谷郡倭馆邑，途经龟尾市，与中央高速公路、国道5号和国道25号等道路连接，北至庆尚北道军威郡军威邑（与中央高速公路与国道5号相连）。其全线整体位于大韩民国庆尚北道内，全长约40.5千米，于1996年7月1日开始规划建设，于2012年12月20日开通部分路段。其部分路段与国道25号、地方道514号和地方道923号共线。

## 主要途径城市

### 庆尚北道
漆谷郡 - 龟尾市 - 军威郡

## 主要途径道路
- 中央高速公路
- 国道5号
- 国道25号
- 67国家支援地方道67号（朝鲜语：국가지원지방도 제67호선）
- 514地方道514号（朝鲜语：국가지원지방도 제514호선）
- 923地方道923号（朝鲜语：국가지원지방도 제923호선）